# Marlous Nieuwveen
Marlous Nieuwveen (Leiderdorp, 12 april 1980) is een Nederlands voormalig basketbalster.

## Loopbaan
In Nederland begon Nieuwveen bij BV Leiderdorp. In 1998 ging ze naar de Verenigde Staten waar ze tot 2002 speelde voor het universiteitsteam Valparaiso Crusaders. Hierna speelde ze bij Delta Basket in Italië (2003) en Cajas Canarias in Spanje. In 2005 werd ze uitgekozen om te spelen voor de Los Angeles Sparks in de WNBA. Hierna speelde ze voor Phard Napoli in Italië. Sinds 2008 speelde ze voor Challes-les-Eaux Basket in Frankrijk. In het seizoen 2009/10 komt Nieuwveen uit voor PF Schio in Italië.
In 2001 nam Nieuwveen deel aan de Universiade in Peking. Ook komt ze veelvuldig uit voor het Nederlands team. In maart 2011 behaalde ze met Wereldtickets.nl het Nederlandse kampioenschap. Op 2 mei 2011 tekende Nieuwveen een contract bij Probuild Lions uit Landsmeer. Nieuwveen speelde nog voor Grasshoppers en CBV Binnenland voor ze in 2016 afsloot bij Lions. Daar werd ze aansluitend assistent-trainer.

## Rechtszaak
Nieuwveen was onderwerp van een rechtszaak tussen haar voormalige club Challes les Eaux en de Nederlandse Basketball Bond (NBB). In februari 2010 veroordeelde een Franse rechtbank de NBB tot het betalen van een schadevergoeding van 70.000 euro aan de Franse club omdat Nieuwveen in september 2008 geblesseerd geraakt was bij het Nederlands team en een half jaar niet voor de Franse club kon spelen. Deze uitspraak is belangrijk voor soortgelijke zaken omdat het de eerste keer is dat een basketbalclub een schadevergoeding toegewezen gekregen heeft na een blessure van een speler bij een nationaal team.